# Abstrakce

Vytváření mentálních modelů je první předpoklad k racionálnímu myšlení.

Abstrakce (z lat. abs-trahere, odtáhnout, odvléci, oddělit) ve filozofii označuje buď důležitý moment procesu poznání při přechodu od smyslového k racionálnímu poznání, nebo jako hotový výsledek tohoto procesu. Proces abstrakce spočívá obecně v tom, že existuje řada analytických aktů myšlení, jimiž je zpracováván konkrétní smyslový materiál a při nichž se odhlíží od určitých znaků, vlastností a vztahů daného předmětu. Jiné znaky, vlastnosti a vztahy jsou naopak vyčleňovány jako podstatné a současně nabývají variabilní charakter prostřednictvím znaků nepodstatných.
Výsledkem procesu abstrakce, který je těsně spjat se zobecněním, jsou pojmy, které odrážejí podstatu předmětů. Antonymem abstraktního je „konkrétní“.

## Abstrakce v teorii poznání
Problém abstrakce patří k základním a nejobtížnějším otázkám teorie poznání.
Platón jako první upozornil na to, že při poznání je nutno nějakou ideu jako pojem oddělit od všech ostatních. Aristotelés se abstrakcí zabýval podrobněji. Zkoumal otázku, jak myšlení dospívá od smyslově daného, jednotlivého k obecnému. Tvrdil, že myšlení může poznat jen obecné. Formu pouze prostřednictvím obrazových představ, které mají svůj původ ve vnímání. Přitom myšlení odděluje určité vlastnosti od konkrétních předmětů. Matematik například ve svých úvahách odhlíží od všeho smyslového, ponechává jen kvantitu a přemýšlí jen o ní samotné. Přes tyto důležité poznatky však Aristotelés neuměl vysvětlit, jak vznikne abstraktní poznání ze smyslového materiálu.
Na Aristotela navazuje v problému Abstrakce Tomáš Akvinský, který teorii abstrakce spojuje s prvky platonismu. Lidský rozum díky své účasti na světle božího rozumu prosvětluje obrazné představy a abstrahuje z nich formy. Tyto formy existují původně v božím rozumu před věcmi, současně ve věcech a poté jako obecné pojmy v lidském rozumu.
K dalšímu vývoji teorie, která se zabývá abstrakcí, přispěli empirističtí filozofové. John Locke tvrdil, že abstrakce je činnost rozumu. V průběhu této činnosti vznikají obecné ideje. K jejich označení jsou pak přidělena obecná slova a to tím způsobem, že jsou oddělena od podmínek času, místa a od jiných idejí. Tím se stávají tyto ideje obecnými reprezentanty všech věcí toho samého druhu a lze tedy věci rozdělit do různých tříd. Tato obecnost, dosahována abstrakcí, vzniká rozumem, a nepřísluší věcem, protože ty jsou vždy jednotlivé. To, co je nazýváno podstatou, je jen člověkem vytvořenou abstraktní idejí. Lockovo pojetí se stalo prototypem pro empiristické teorie abstrakce, která je dodnes prostřednictvím George Berkeleye a Davida Huma tradována v novopozitivismu.
Abstrakce je logická metoda. Spočívá v tom, že se odhlíží od určitých znaků, vlastností a vztahů daného předmětu, zatímco jiné jsou naopak vyčleňovány jako podstatné.
- generalizující abstrakce – odděluje nepodstatné vlastnosti věci, vztahů apod. vyčleňuje podstatné
- izolující abstrakce – vyčleňuje určité vlastnosti, vztahy atd. z jejich souvislostí a propůjčuje jim do určité míry samostatnou existenci
- idealizující abstrakce – vytváří pojmy tak, že se nejdříve konstruují ideální objekty, jimž tyto pojmy odpovídají

## Abstrakce v umění

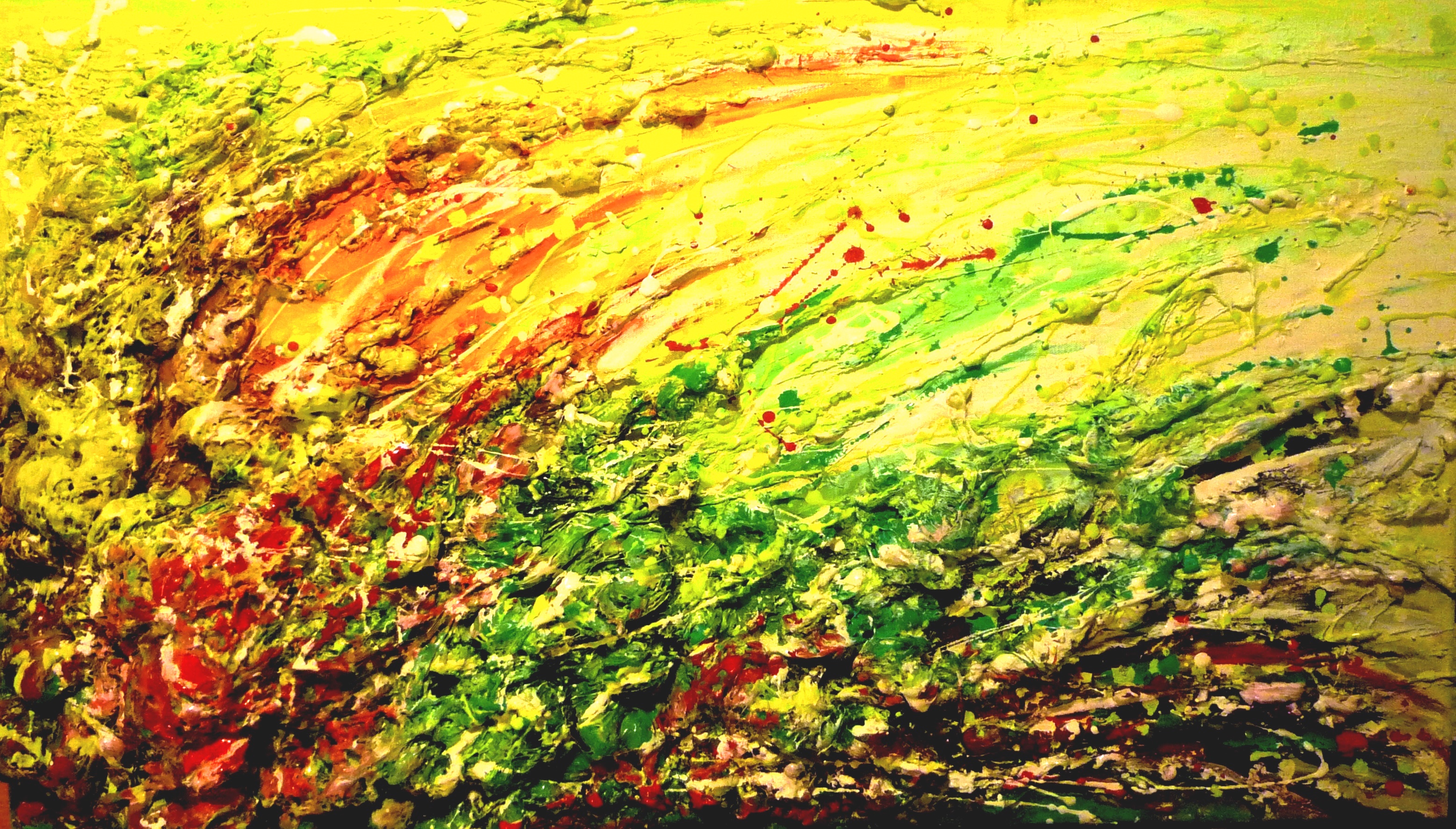
Abstraktní malba

Abstraktní umění je styl moderního výtvarného umění postrádající konkrétní figury, objekty a detaily. Je to styl, který rozvíjí představivost a fantazii.
Ve výtvarném umění má většinou výrazné zářivé barvy či velmi různorodé části ve kterých si  prostorově každý jednotlivec dokáže představit téměř cokoli.
Často se pomocí abstrakce dokážou mnohem lépe vyjádřit emoce a přiblížit divákovi náladu, kterou chce autor předat.
Známí umělci abstraktního umění:
- František Kupka
- Gerhard Richter
- Bernet Newman
- Mark Rothko
- Pablo Picasso
- František Foltýn
- Piet Mondrian

Rozvíjející se talentovaní mladí umělci:
- Jeremy Annear
- Laura Hlaváčková
- Ashleigh Bartlett

## Abstrakce tvořící exaktní svět
Speciální částí abstraktního světa je exaktní svět. Exaktní jako odborný termín znamená absolutně přesný. Nemůže se tedy vztahovat na reálný svět, ale pouze na abstraktní konstrukce. Důvodem je, že jakékoli měření entit reálného světa vždy poskytuje výsledky s konečnou přesností, i nejpřesnější výrobní technologie je schopna vytvořit výrobky pouze v jistých nenulových tolerancích, nikoli absolutně přesné. S reálným světem nejsme schopni pracovat (přetvářet ho, ani měřit) exaktně . Zmíněné abstraktní konstrukce jsou exaktní, jsou-li exaktně vytyčeny (tj. s nulovou vnitřní vágností , jejich významu), tedy tak, že každý s nimi seznámený odborník naprosto přesně (bez jakýchkoli pochyb) ví, co znamenají. Jinými slovy, exaktnost oněch abstraktních konstrukcí (říkejme jim exaktní svět) tedy spočívá v přesné a neomylné vazbě lidské psýchy s jejich významem.
Do exaktního světa patří:
- Matematika
- Exaktní věda
- Exaktní hry
- Exaktní stroje – Turingův stroj, Chomského formální gramatiky.

## Abstrakce v antropologii
Na abstrakci a abstraktní myšlení se dá pohlížet jako na jednu z vlastností, kterými se člověk liší od ostatních organismů na Zemi; abstraktní myšlení samotné je považováno za jeden ze znaků inteligence. Abstrakce je patrná i u neandrtálců.

## Abstrakce v informatice
Abstrakce v informatice označuje přiblížení způsobu práce s daty nebo technickými prostředky počítače způsobu, jakým by s nimi pracoval člověk. V programování je abstrakce zastoupena programovacími jazyky, které nahradily strojový kód. V unixových systémech je jedním ze základních paradigmat abstrakce, která se snaží zpřístupnit většinu systémových prostředků jako běžný soubor. Abstrakcí pro práci se soubory je vytvoření jednotného API, které se skládá z volání funkcí (open, read, write, close a dalších), které pracují se souborovým deskriptorem.